# Dongoro Ba
Dongoro Ba ist eine Ortschaft im westafrikanischen Staat Gambia.
Nach einer Berechnung für das Jahr 2013 leben dort etwa 649 Einwohner, das Ergebnis der letzten veröffentlichten Volkszählung von 1993 betrug 560.

## Geographie
Dongoro Ba liegt in der Lower River Region im Distrikt Jarra East unmittelbar an der South Bank Road, Gambias wichtigster Fernstraße, zwischen Soma und Pakali Ba.